# Пчеларство
Пчелàрството е дейност за отглеждане и развъждане на медоносни пчели – обикновено в специално направени кошери, с цел да се добиват за ползване от хората продуктите, събирани и произвеждани от пчелите, както и да се подпомогне опрашването на ентомофилните растения..
Пчеларството е развито във всички континенти, където климатът го позволява, предимно в Европа, Северна Америка и Азия.

## Пчеларството в България и българските земи
В България климатичните и почвените условия и географското положение са много благоприятни за развитието на пчеларството. Известно е от древността. Сведенията за състоянието му по българските земи са оскъдни. Траките и славяните отглеждат пчели и употребяват за храна голямо количество мед. Широко го използват и в народната медицина. Медът и восъкът са обект на търговията на България с Византия по времето на хан Омуртаг (814 – 831 г.). В „Шестоднев" Йоан Екзарх описва живота на пчелите, изграждането на питите, събирането и съхраняването на меда и други. В средновековна България пчеларството е един от най-доходните отрасли. При търговията с Генуа, Венеция, Дубровник и други медът и восъкът са важни износни продукти. През османското владичество от българските земи се доставят големи количества мед на пазара в Цариград. През Възраждането се издават книги, в които се описва и животът на пчелите („Рибен буквар" на Петър Берон, 1824 г.; „Златний извор заради домашно уреждение ...", 2 част, 1870 – 1874 г. на Димитър Смрикаров и други). След Освобождението 1878 г. пчеларството се развива бързо и организирано и има предимно любителски характер. Въвежда се (от 1884 г.) разборният кошер (Садово, Търново, Габрово) главно от системата Дадан-Блат, който бързо измества тръвните. Като учебен предмет пчеларството се преподава от 1883 г. от Стоян Брънчев в земеделското училище „Образцов чифлик" край Русе. Карл Бец съставя първия учебник по пчеларство (1895 г.), Георги Гергов и Марко Вачков издават практически ръководства, които спомагат за модернизиране на пчеларството. Организират се и се провеждат практически курсове с пчеларите. Първите учители по модерно разборно пчеларство в България са Порфирий Иванович Бахметиев, Карл Бец, Вацлав Стрибърни, Димитър Балев, Ст. Маламов и други.
След 9 септември 1944 г. пчеларството се развива в два сектора – обществен и любителски. Общественият сектор включва държавните пчеларски предприятия и пчелините на кооперациите. На територията на 14 окръга се изграждат пчеларски предприятия, които отглеждат от 4000 до 10000 пчелни семейства. Създават се 6 специализирани майкопроизводителни пчелина в Ловеч, Тервел, Сливен, Михайловград, Смолян и в село Ловнидол, които произвеждат и пласират над 80000 оплодени майки. Любителският сектор обхваща 82% от пчелните семейства и произвежда пчелни продукти за лични нужди и за пазара. Производството и продажбата на пчеларски инвентар и търговията с пчелни продукти, пчелни семейства и други са предоставени на специализираното предприятие „Нектаркооп" и поделенията му към ЦКС. През 1951 г. се открива Опитна станция по пчеларство в София, в която се разработват научни проблеми по отглеждането, развъждането и използването на пчелите и се оказва научна и практическа помощ на пчеларите. Пчеларите са организирани в пчеларски дружества. Издава се списание „Пчеларство". Броят на пчелните семейства към 1984 г. е 598663, от които в обществените стопанства – 133096. Годишно от едно семейство се получават 10 – 15 kg мед, 200 – 300 g восък, 500 – 600 g пчелно млечице и 2 – 3 g пчелна отрова. Изкупени са 9074 t мед (1982 г.).

## Пчеларски инвентар
Пчеларски инвентар са уреди за непосредствена работа с пчелите.
Пушалка
Използва се за усмиряване и успокояване на пчелите чрез подпушване. Пушалката представлява метален цилиндър с двойно дъно и конусообразен капак, който завършва с отвор, през който излиза пушека и малък мех с помощта на който се раздухва горивния материал.
Рамкоповдигач
Извитата част се използва за почистване стените и дъното на кошера и горните летвички на рамките от полепналия клей. Другият край се използва като лост за отлепване на рамките от фалцовете на кошера или на магазина от плодника.
Преносимо сандъче
Служи за пренасяне на пити от пчелина до склада и обратно за временното запазване на питите. Обикновено то е със следните вътрешни размери: дължина 43,5 см; ширина 24 см.; дълбочина 32 см. Отгоре се прикрепва с панти капак. Преносимото сандъче има капацитет шест плодникови пити.
Работно сандъче
Използва се за пренасяне на най-необходимите инструменти за работа на пчелина: пушалка и горивните материали за нея, рамкоповдигач, пчеларска четка, клещи, чукче, пирончета и др. На сандъчето се прикрепва удобна дръжка за носене.
Пчеларска четка
Използва се за отстраняване на пчелите от питите при изваждането им от кошера. Много често в практиката вместо пчеларска четка се използват гъши пера.
Пчеларски нож
Служи за разпечатване на восъчните пити. С него се отрязват капачетата на запечатаните килийки, за да може да се добие меда. Ножовете са 3 вида. Обикновеният нож е направен от стомана. Състои се от изострена от двете страни част и дръжка. Друг вид е парният нож. Той предварително се загрява с пара, която се получава от малък парообразовател. Парата се отвежда в дръжката, а оттам в режещата част. В режещата част на електрическия нож е поместен нагревател.
Лицева маска
Използва се за предпазване на лицето и шията на пчеларя от ужилване. Тя е изработена така, че да може да се вижда през нея и да не се свлича при навеждане. Представлява шапка с широка периферия, от която пред лицето на пчеларя се спуска фина мрежа, а от задната ѝ част плътно парче плат. В долната си част има ластици, които минават от мишниците и през гърдите на пчеларя, с цел запушването на всички отвори, през които биха могли да влязат пчелите. Лицевата мрежа е изработена от различни материали тензух, тюл. Предната част на мрежата може и да е метална.

### Уреди за монтиране навосъчни основи
Шпорче
Инструмент, в края на който има метално или пластмасово назъбено колело с улейче. Служи за прикрепване на восъчните основи към опънатата тел на рамките. Шпорчетата биват за топло и за студено лепене. Напоследък се използва с успех електрически ток за залепване. Той се пуска през трансформатор с ниско напрежение, загрява теловете и те потъват във восъчната основа.
Скобонабивач
Ръкохватка, свързана с метална пластина в ламаринена обвивка, така че в предния край се образува гнездо за скобичките.
Скобички
Служат за опъване на тел в рамките. Представляват дъгообразно извити парченца тел със заострени краища и дължина около 1,5 см. Забиват се от вътрешната страна на горната, долната или страничните летвички, а отвън остава само извитата част, през която минава телта.